# جويل نيوكيرك
جويل نيوكيرك (بالإنجليزية: Joel Newkirk)‏ هو لاعب كرة قاعدة أمريكي، ولد في 1 يونيو 1896 في Kyana, Indiana ‏ في الولايات المتحدة، وتوفي في 22 يناير 1966 في إلدورادو في الولايات المتحدة.

## وصلات خارجية
- جويل نيوكيرك على موقعبيزبول رفرنس.كوم (الدوري الرئيسي) (الإنجليزية)
- جويل نيوكيرك على موقعبيزبول رفرنس.كوم (الدوري الثانوي) (الإنجليزية)